# Welshpool
Welshpool (Y Trallwng en gallois) est une ville au pays de Galles. La ville était dans le comté traditionnel de Montgomeryshire, mais maintenant elle fait partie du Powys. La ville se trouve à 6 km de la frontière entre le pays de Galles et l'Angleterre. Welshpool occupe une position de basse terre sur la Severn; son nom en gallois, Y Trallwng, veut dire «  le marécage  ». Welshpool est la quatrième plus grande ville du Powys.
Au début la ville s'appelait Pool («  étang  ») en anglais, mais on a changé le nom en 1835 pour la distinguer de la ville de Poole dans le Dorset. Il y a 6 664 habitants selon le recensement britannique de 2011. Il y a beaucoup d'architecture du dix-huitième siècle, et la ville se trouve juste au nord du Château de Powis.

## Histoire
Welshpool était brièvement la capitale de l'ancien royaume de Powys Wenwynwyn après que le prince a dû fuir de Mathrafal, siège traditionnel du royaume, en 1212. Après 1284 Powys Wenwynwyn n'existait plus.
Les forces d'Owain Glyndŵr ont bouleversé la ville en 1400, au début de sa rébellion contre le roi anglais Henri IV. De nos jours le Chemin de Glyndŵr, sentier national de longue distance, passe par la ville.

## Culture et événements
Welshpool accueille annuellement le Welshpool Carnival ainsi que le Welshpool Food Festival, qui met en avant des producteurs locaux et des spécialités culinaires de la région[réf. nécessaire]

## Bâtiments historiques
L'église anglicane de Sainte-Marie est un monument classé de grade I. L'église originale datait d'environ 1250. La nef a été reconstruite au seizième siècle et le bâtiment entier a été rénové en 1871.
Il y a une arène octogonale, utilisée autrefois pour les combats de coqs, qui a été construite au début du dix-huitième siècle.
Dans les environs, au château de Powis, d'époque médiévale, se trouve le portrait d'Edward Clive, futur 1er comte de Powis III, enfant, daté de 1762-1763, par Thomas Gainsborough.

## Économie
L'économie locale est fondée sur l’élevage et l'industrie locale. Le marché de bétail de Welshpool est le plus grand marché de bétail d'une journée en Europe, tandis que des zones industrielles de la ville accueillent plusieurs types de commerces et de petites industries. À cause de la faible population il y a encore peu de grandes marques, donc les habitants doivent souvent faire leurs courses dans les villes plus grandes, par exemple Newtown, Shrewsbury et Telford.

## Sports
Welshppol a deux clubs de football (Welshpool Town Football Club et Waterloo Rovers Football Club) et un club de rugby (Welshpool Rugby Football Club). Il y a aussi un club de cricket et un club de hockey.

## Personnalités des arts et spectacles
- Michael Jones (musicien franco-gallois) (né le 28 janvier 1952) est un chanteur, guitariste et auteur-compositeur qui vit en France. Il a réalisé plusieurs albums à succès et a fait des tournées en tant que membre du trio Fredericks Goldman Jones (formé par lui, l'auteur-compositeur-interprète français Jean-Jacques Goldman et la chanteuse américaine Carole Fredericks). Il a collaboré sur un certain nombre de chansons avec Goldman et d'autres artistes.